# Sender Europeu E4
El Sender Europeu E4 és un Sender Europeu de Gran Recorregut que comença a l'extrem sud d'Espanya i passa per França, Suïssa, Alemanya, Àustria, Hongria, Romania, Bulgària, Grècia, Creta i Xipre sumant un total de 12.090 km (7.512 mi). Els trams de Romania i Bulgària encara no estan acabats del tot.

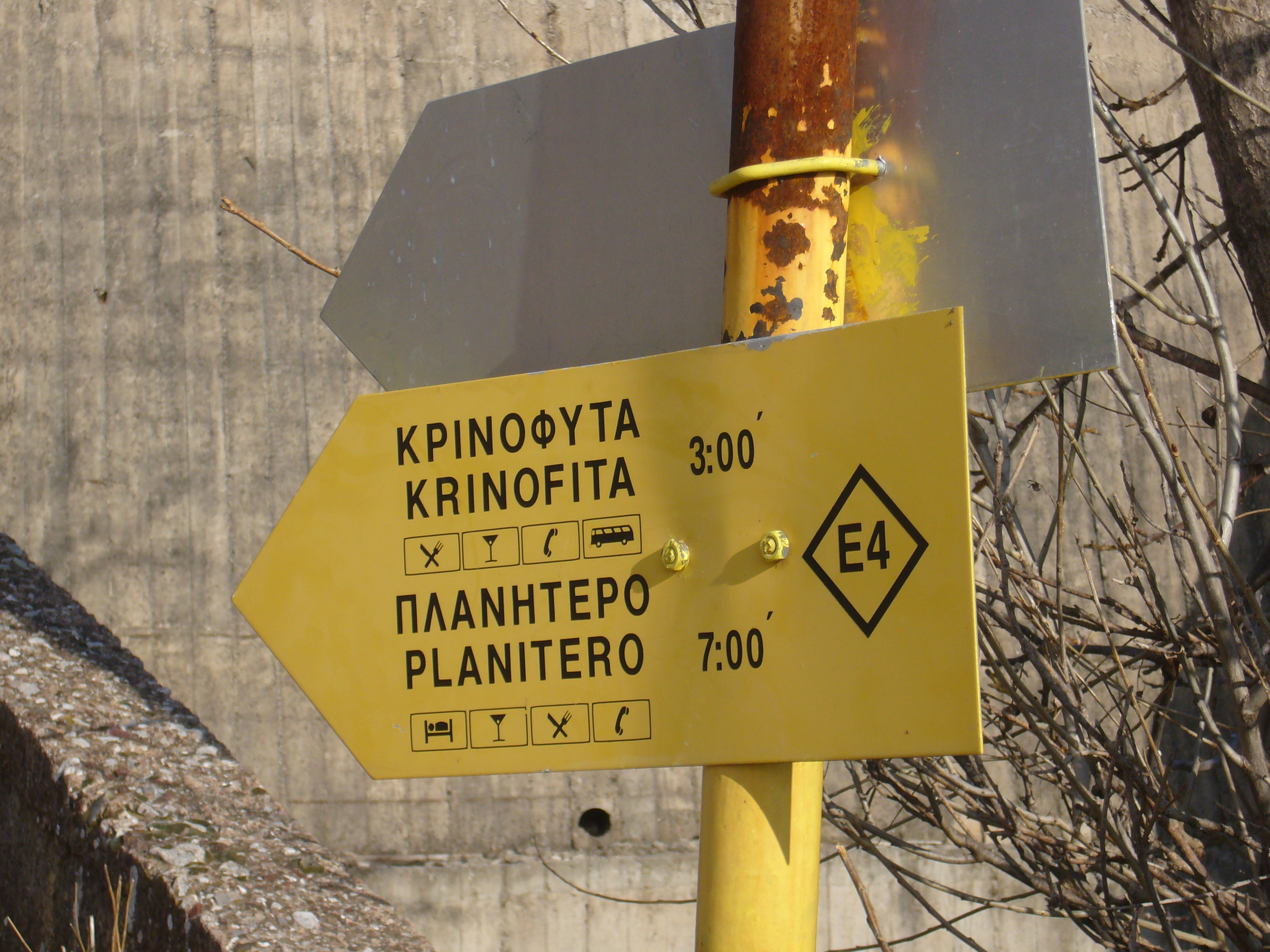
Un indicador del sender E4

A Creta el E4 recorre l'illa des de Kastelli Kissamú a l'extrem nord-oest fins a Zakros a l'extrem est, a través de les Lefka Ori (Muntanyes Blanques), i les Muntanyes del Dikti.
| Estat            | Longitud del sender                               | Trets |
| ---------------- | ------------------------------------------------- | --- |
| Espanya          | 2.750 km                                          | - des de Tarifa a Morella (2.300 km) - travessa Andalusia, Múrcia i València via Ronda, Alhama de Granada, Moratalla, Alcoi, Requena - de Morella a Puigcerdà pels Pirineus (450 km) - travessa la costa catalana a Ulldecona (GR 8), Tarragona via GR 92, Montserrat (GR 172), així com pel GR 4 fins al Pirineu.   |
| França           | 1.100 km                                          | - de Montaña Negra a Culoz (1.100 km) - travessa el Canigó, Carcassona (GR 36), Vilafòrt, l'alt Llenguadoc, Cevenas (GR 71, 7, 72), Ardecha, Vall del Roine est (via GR 44, 4, 42, 429), prop de la frontera de Suïssa aplega a Ginebra, al nord travessa el Massís del Vercors, Grenoble, Chartreuse i Culoz (GR 9) |
| Suïssa           | 450 km                                            | - de Borex (Ginebra), a Dielsdorf (Zurich) (300 km) - Recorregut del Jurahöhenweg (part alta de la Serralada del Jura) - vora sud del Llac de Costança (150 km) |
| Alemanya/Àustria | 1.536 km (Alternativa 1) 1.250 km (Alternativa 2) | |
| Hongria          | 1.331 km                                          | - de Kőszeg (Monte Kőszeg) a Sátoraljaújhely (Mont Zemplén) (1.063 km) - Recorregut del Blu Tour d'Hongria - de Sátoraljaújhely a Nagykereki (262 km) - Recorregut del Blu Tour de la Planura: Sátoraljaujhely, Kisvárda, Nyirbátor, Bánk, Nagykereki. - de Nagykereki a Ártánd (6 km) - Frontera amb Romania        |
| Romania          | (recorregut no definit)                           | (recorregut no definit) |
| Sèrbia           | 1.240 km                                          | |
| Bulgària         | 250 km (recorregut no definit)                    | |
| Grècia           | 2.000 km                                          | |
| Xipre            | (recorregut no definit)                           | (recorregut no definit) |